# Eloquência

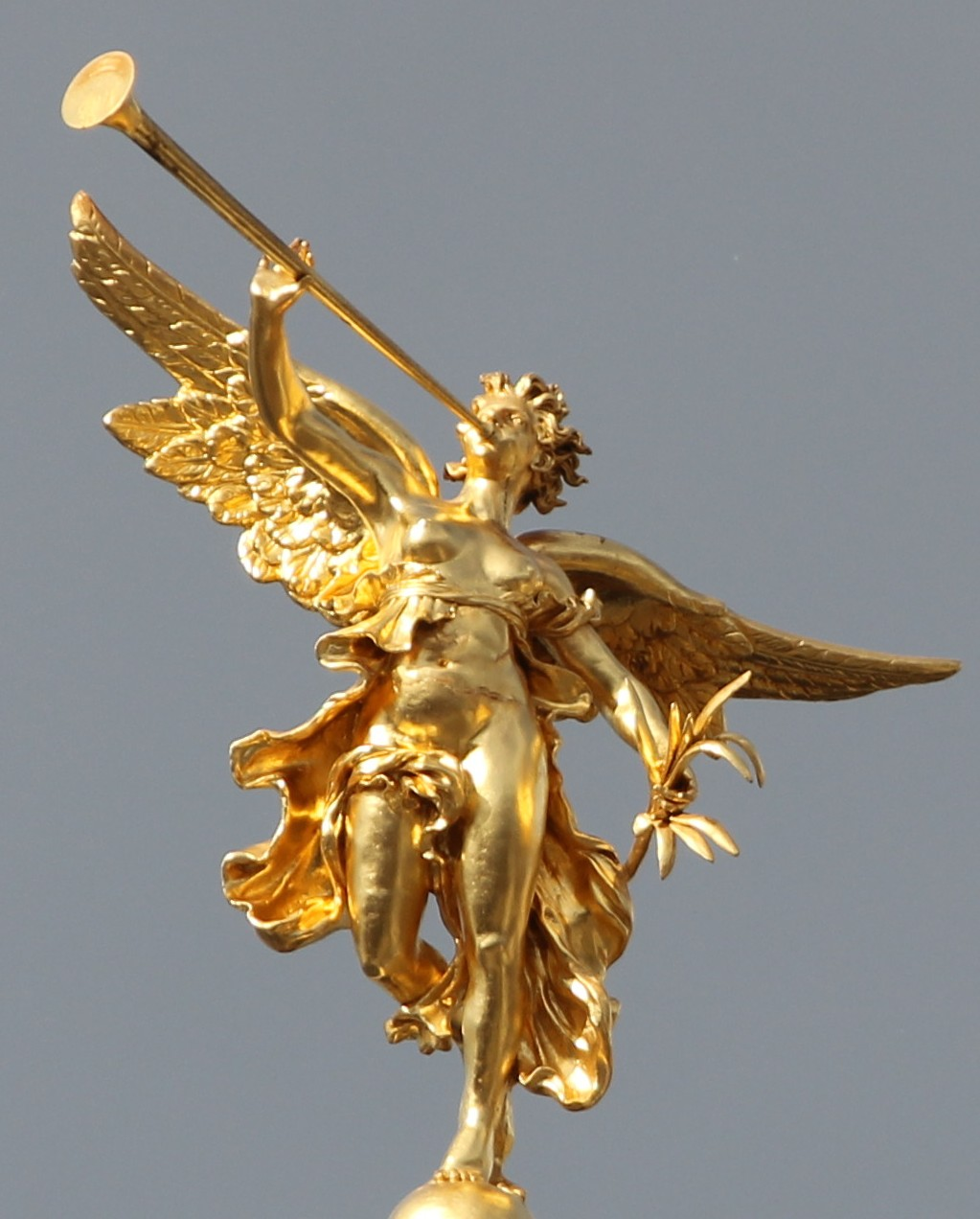
Estátua da eloquência, no palácio do parlamento da Bretanha.

Eloquência (do original em latim: eloquentia) é, na oratória e redação, a forma de falar ou escrever fluente, preciso, elegante e persuasivo. Passa-se, com a eloquência, a compreensão de grandes emoções com uma linguagem marcante, mas adequada. Os gregos antigos tinham em Calíope a musa da eloquência, cujo patrono era o deus Hermes. Na Roma Antiga houve a figura de Cícero, considerado o mais eloquente orador da Antiguidade.

## Distinção de conceitos
Embora em sua origem os termos eloquência, retórica e oratória significassem apenas "falar", possuem conceitos distintos. A eloquência tem corriqueiramente várias acepções: pode significar o discurso de convencimento (quando então seu significado é igual à da retórica antiga); também pode significar genericamente um conjunto de discursos proferidos (como quando se diz "a eloquência jurídica argentina", diz-se na verdade dos discursos nesta área ali proferidos); também pode estar ligado a um dom, algo que o orador possui naturalmente (então trata-se de uma "eloquência natural") e, finalmente, a eloquência consiste na apreciação valorativa de um discurso, ou seja, como indicativo de sua qualidade.

## Alegorias ocidentais
Registrou Joaquín Bastús (em domínio público, com livre tradução): "Representa-se às vezes como uma formosa ninfa adornada de grinaldas e coroada de pérolas, tendo um cetro numa das mãos e na outra um livro aberto, sobre o qual há um relógio de areia. Outras vezes se figura com uma respeitosa matrona. O diadema que cinge sua fronte indica seu domínio sobre os espíritos. O raio e as flores que alguns põem em uma de suas mãos demonstra a força da razão, e o encanto desta que emprega com igual sucesso. O caduceu, símbolo da persuasão, se vê aos seus pés. Uma coluna rostral dá a ideia da tribuna dos discursos, na qual se veem escritos os nomes de Demóstenes e Cícero. Algumas vezes está armada dos pés à cabeça como Palas: com um dos braços dobrado no cotovelo, ela lança pedras, emblema de uma eloquência austera e rápida como a de Demóstenes."
Para a poesia, Bastús diz: "A eloquência poética se expressa com símbolo de Orfeu, cujos sons harmoniosos atraem e prendem aos seus pés os animais mais ferozes. Cada gênero de poesia tem uma eloquência que lhe é própria."

## Histórico

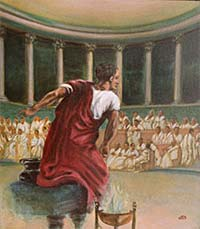
Cícero fala no Senado. Para Quintiliano, seu nome significava eloquência.

Na antiga Roma Cícero foi um orador tão completo que Quintiliano, professor de outro dos grandes oradores de Roma, Plínio, o Jovem, e ele próprio um dos grandes nesta arte, declarou que seu nome já não era mais de uma pessoa, e sim de eloquência; ele pregava aos seus alunos que estudassem o grande orador, tomando-o por modelo, dizendo: "Hunc igitur spectemus, hoc propositum nobis sit exemplum, ille se profecisse sciat, cui Cícero ualde placebit" (Em livre tradução: "olhemos portanto para ele, com o propósito de ser um exemplo para nós, e vemos que tem progredido quem a Cícero segue o exemplo").
Cícero e Plínio usaram de sua eloquência tanto para a política quanto para os tribunais, e muitos de seus discursos assim se perderam nas altercações que tiveram, restando somente aqueles que registraram em cartas nas quais registravam suas falas; ambos foram especialistas na eloquência política e Plínio, seguindo o orador que lhe precedera na história, também considerava que o melhor discurso era aquele fosse longo.
Mais tarde, em Bizâncio, Justiniano rendia-se à força e importância da eloquência jurídica, declarando "...que os advogados não triunfam menos com a invencível força da eloquência do que os conquistadores com a das armas: e que não contribuem menos à defesa dos povos e conservação dos estados, que os generais com seus numerosos exércitos."
Na Idade Média ocorre uma aproximação entre a escrita e o discurso na eloquência, ao contrário da Antiguidade Clássica pois, neste período, se dá o fenômeno da escrita dos sermões antes de que seja proferido, quer pela leitura, quer por tê-lo decorado — e isto era uma forma de status.
No século XVIII a popularização da imprensa e surgimento e difusão das enciclopédias e dicionários levou a uma busca de convencimento não mais pela arte persuasória da eloquência (ars disserendi) mas também pela lógica; em contrapartida é neste período que surge uma profusão de livros que tratam da eloquência ou reproduzem largamente os discursos, o que avançou pelo século seguinte; a moderna eloquência teve no escocês Hugh Blair (1718—1800) um dos maiores teóricos.

### Portugal
Até a reforma levada a cabo por Pombal, a retórica dos discursos lusitanos eram excessivos e eivados de vícios; tal situação levou Luís António Verney a publicar o polêmico Verdadeiro Método de Estudar, em 1746, onde o autor dedica duas das "cartas" a criticar o mau gosto lusitano na oratória, servindo-se para tanto de vários exemplos obtidos em sermões e outros escritos; ele demonstra que são falas sem conteúdo, uso demasiado e desconexo de citações, repetições inúteis, e outros erros que ridiculariza, dizendo: "Estão todos persuadidos que a eloquência consiste na afetação e singularidade e, por esta regra, querendo ser eloquentes, procuram de ser mui afetados nas palavras, mui singulares nas idéias, e mui fora de propósito nas aplicações.”
Com a morte do rei e a queda de Pombal, contudo, o ímpeto reformista neste particular perdeu força, em grande parte porque a retórica era um dos conteúdos exigidos nos estudos menores; a retórica era uma das matérias exigidas no exame admissional para a Universidade de Coimbra, a partir de 1763; antes disto, em 1759 criou-se o ensino régio nas principais cidades tanto da metrópole quanto das colônias onde eram ministrados ensinamentos da língua vernacular, do latim, grego e de retórica e poética, entre outros; esta grade de ensino viria a influenciar a importância da oratória também no Brasil.

### Brasil
Quando em 1808 houve a fuga da família real para o Brasil, o futuro ministro de D. João VI, Silvestre Pinheiro Ferreira, logo abriu um curso com o fim de dar aulas sobre o domínio do discurso e, não havendo livros adequados no país, editou ele próprio um Preleções Philosophicas, onde seguia a linha mais pragmática de Verney.
Seguindo os ditames da metrópole, mesmo após a independência e com a criação dos cursos jurídicos, para o ingresso neles era feito exame de retórica; após a fundação do Colégio Pedro II o professor e padre Lopes Gama publicou o primeiro livro totalmente voltado à eloquência brasileira, mas ainda baseado nos filósofos e oradores da Antiguidade como Cícero e Quintiliano.

## Eloquência jurídica

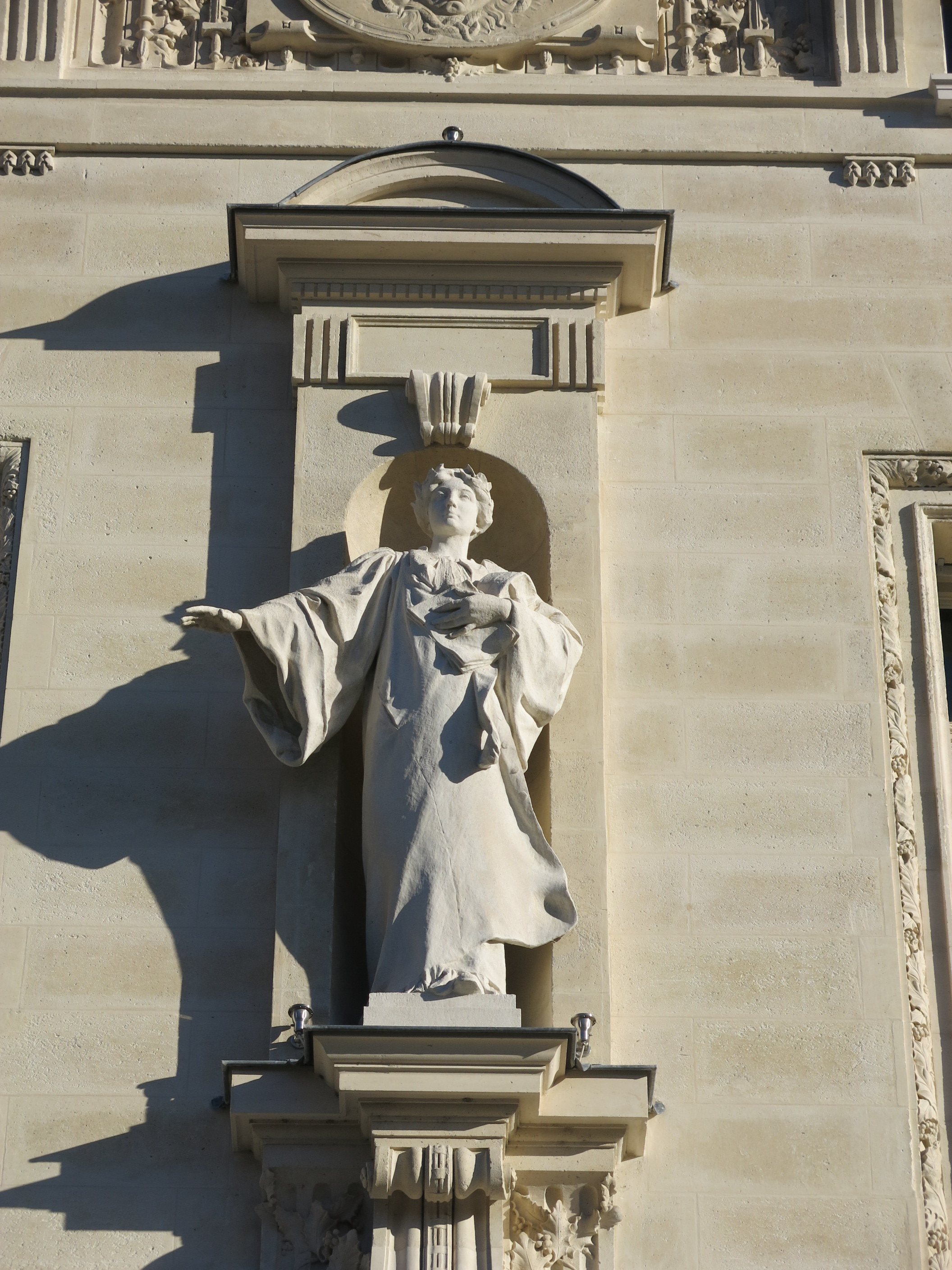
Estátua alegórica da eloquência, no palácio da justiça, em Paris.

Joaquín María López dizia que a tribuna jurídica era "o verdadeiro santuário da eloquência". O estudo acadêmico empresta ao jurista o preparo necessário para que seu discurso difira do falar comum e, muitas vezes, aproxima-o da oratória política; neste sentido forma um tipo de discurso corporativo dado o conteúdo das suas falas, seus limites e propriedade intelectual.
Esta propriedade era tão importante para as lides forenses que nas faculdades de direito, no passado, foram criados cursos de oratória forense: em 1845 um plano de reforma espanhol mantinha o curso para que fosse lecionado "estilo e eloquência com aplicação ao foro".
Seguindo os ensinamentos dos antigos como Quintiliano, ou dos mais recentes como Blair, recomendava-se que os acadêmicos tivessem muito cuidado ao exercitar a eloquência, de forma que o treino seja útil, majestoso e embasado naquilo que tenham estudado; que sejam moderados no falar e que não falem com muita frequência nem de coisas que desconheçam ou não compreendam bem; que para isto precisavam ter recolhido materiais pertinentes ao discurso sobre o qual antes pensaram bastante a respeito para só então falar em juízo com intuito de persuadir; finalmente, que se escolha o ponto de vista ao qual já se encontrem mais inclinados, por acreditarem-no verdadeiro, e que o defenda com as provas que lhe pareçam mais sólidas.

## Eloquência religiosa
Agostinho de Hipona em seu A Doutrina Cristã dedica a quarta e última parte da obra à oratória religiosa - não apenas como um manual de eloquência, mas com conselhos sobre o como falar no púlpito; segundo ele havia três estilos para os discursos religiosos: simples, temperado e o sublime conforme a eloquência se manifesta, que resumiu da seguinte forma: "ser eloquente é ser capaz de falar para ensinar em estilo simples as pequenas questões; para agradar, tratando questões médias, em estilo temperado; e para converter, expondo grandes questões, em estilo sublime." Ele ressalta, contudo: "é preciso que o orador, [seja] capaz de discutir ou de falar – se não com eloquência, ao menos com sabedoria (...) em vista de ser útil aos seus ouvintes."
João Crisóstomo, na sua obra O Sacerdócio, pregava:  “o povo é que deve seguir o pregador, e não este os desejos da grande massa. Ele somente o conseguirá por meio de duas qualidades, a saber: o desprezo de quaisquer elogios e a força da própria eloquência.”
Padre Antônio Vieira dava destaque à eloquência na fala religiosa: "Há de tomar o pregador uma só matéria, há de defini-la, para que se conheça, há de dividi-la, para que se distinga; há de prová-la com a Escritura, há de declará-la com razão; há de confirmá-la com o exemplo, há de amplificá-la com as causas, com os efeitos, com as circunstâncias, com as conveniências que se hão de seguir, com os inconvenientes que se devem evitar. Há de responder às dúvidas, há de satisfazer às dificuldades; há de impugnar e refutar com toda a força da eloquência os argumentos contrários; e depois disto há de colher, há de apertar, há de concluir, há de persuadir, há de acabar. Isto é o sermão, isto é pregar, e o que não é isto, é falar de mais alto."